# Diplazon mulleolus
Diplazon mulleolus là một loài tò vò trong họ Ichneumonidae.